# Evernia prunastri
Evernia prunastri, chiamata anche muschio di quercia o muschio quercino, è una specie di lichene appartenente al genere Evernia, dell'ordine Lecanorales. Cresce su querce, ma anche su alcune conifere, ed è originaria dell'Europa centrale, dalle coste alla fascia subalpina.

## Caratteristiche morfologiche
L’evernia prunastri è un lichene fruticoso con la faccia superiore verde e quella inferiore biancastra.
Anche il tallo presenta una duplice colorazione: superiormente è verde giallastra per la presenza di acido usnico, mentre sotto è bianco.
Occasionalmente può essere grigio chiaro.

## Habitat
Si trova principalmente in ambienti naturali, tuttavia può essere presente anche in aree periurbane, mentre è assente all'interno dei grandi centri urbani.

## Usi

### Antichità
I turchi utilizzavano questo lichene per fare una gelatina, mentre nell'antico egitto veniva utilizzato  per l'imbalsamazione, ma anche come lievito per la panificazione. L'Evernia può essere usata anche per tingere la lana.

### Profumeria
L’evernia prunastri viene utilizzato in profumeria, sia come fissativo che come nota aromatica ed è determinante nelle profumazioni chypre e fougère; nella sotto-categoria dei legni-muschio contribuisce a conferire l'aroma legnoso.
L’odore, forte e persistente, ha sentore di sottobosco: terra, legno, foglie.
La raccolta avviene prima che crescano le foglie dell'albero ospitante il lichene. Dopo l'essiccazione avviene l'estrazione dell'essenza assoluta attraverso solventi, che essendo un potenziale allergene è preferibile che costituisca non più dello 0,1% in una composizione. 
Ultimamente viene sostituito dal sintetico evernyl.